# François-Charles Tharreau
Pour les articles homonymes, voir Tharreau.
François-Charles Tharreau, né le 15 janvier 1751 au May-sur-Èvre (Maine-et-Loire) et mort le 19 mars 1829 à Cholet (Maine-et-Loire), est un homme politique français.

## Biographie

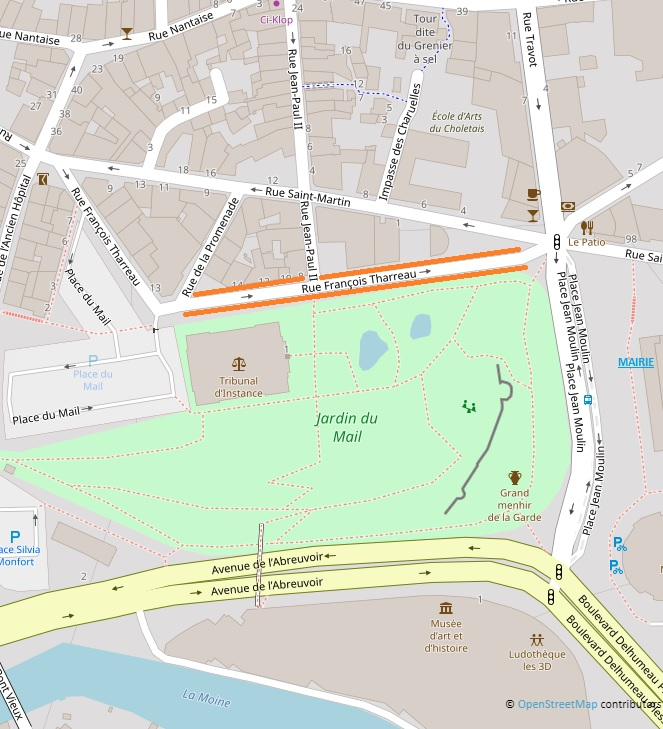
Rue de l'ancien maire François Tharreau à Cholet.

François-Charles Tharreau est le fils de Jean-Mathieu Tharreau (1721-1793), sieur de La Moncellière, négociant, et d'Anne-Jeanne-Henriette Richard de La Maisonneuve (1731-1794) qui ont eu neuf enfants dont François-Charles qui signait "l'ainé", cousin germain du général de division Jean-Victor Tharreau, mari de Jeanne-Charlotte Marie Allard,,, sans descendance. Il fait des études de droit et est syndic de la municipalité du May-sur-Èvre sa ville natale en 1789. Fabricant de mouchoirs, il devient membre du district de Cholet en 1790. Il est nommé maire de Cholet le 23 prairial an VIII (12 juin 1800) et conseiller d'arrondissement en l'an XI. Élu le 18 février 1808 député de Maine-et-Loire au Corps législatif par le Sénat conservateur, il en sort en 1812. Le 2 novembre 1808, François Gabard, le remplace comme maire. François Charles Tharreau est de nouveau élu maire de Cholet du 25 mai 1821 à 1826.
Son administration est marquée d'heureuses réalisations, : 
- les pans de murs du château qui avaient résisté aux incendies ont été démolis, le terrain nivelé, une promenade publique aménagée sur l'esplanade qui surplombe la Moine ;
- des rues ont été pavées, telle la rue du Devau ;
- des fontaines sont installées ;
- un collège de garçons est bâti sur la rue qui est devenue le boulevard Gustave Richard, à l'emplacement de l'ancien commissariat de police ;
- un bureau de bienfaisance est institué ;
- la caserne de gendarmerie, transférée de la rue de la Sardinerie dans l'ancien hôpital de Broon (rue des vieux-Greniers) y est restée jusqu'en 1856.

Il est surtout l'un des principaux promoteurs de la Société des Onze rassemblant onze négociants et manufacturiers-fabricants choletais en 1796 qui relancent l'industrie du tissage dans la région après la Révolution. L'industrie textile retrouve son activité d'autrefois : « Cholet devient très vite un important centre textile. Si bien qu'en vertu de la loi du 12 mai 1803, une Chambre consultative des arts et manufactures est instituée à Cholet... ».
Au détriment d'un projet de réverbères à huile, le conseil municipal vote le 11 octobre 1822 la construction d'une maison commune (selon l'historien-architecte Charles Arnault, Cholet compte  quelque 6 000 habitants à l'époque). François Villers, l'architecte constructeur, valide la réception des travaux suivant le procès-verbal du 23 novembre 1827. Au printemps 1828, le nouvel hôtel de ville est aménagé.

## Hommages

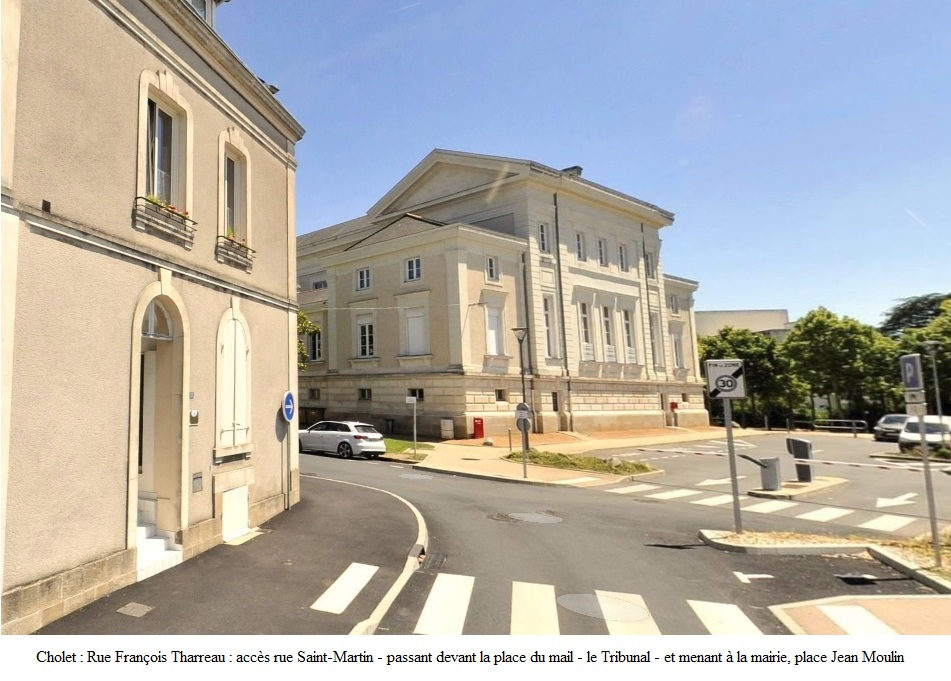
Cholet - la rue François Tharreau.

Une rue de Cholet porte son nom, : « En 1808, l'année même où on l'avait élu membre du Corps Législatif, pour honorer sa mémoire, son successeur donne son nom au jardin du Mail naissant et au pont qui enjambait le ruisseau de Pineau, au croisement de la rue Nationale et de la rue de Pineau ».

## Distinctions
François-Charles Tharreau est :
- officier de la Légion d'honneur le 7 janvier 1815[17].